# Norra Lisselsjötjärnen
Norra Lisselsjötjärnen är en sjö i Hagfors kommun i Värmland och ingår i Göta älvs huvudavrinningsområde.